# 朱錦哥
朱锦哥（？—1328年），元朝女性人物，河南府路洛阳县人。 
朱锦哥是赵彬的妻子。天历元年（1328年），两都之战，西兵攻掠河南，朱锦哥被五个兵士擒获，要被侮辱。朱锦哥拒绝：“我是良家妇，岂能从你们这些贼！”兵士大怒，拉着她就打。朱锦哥想到不能逃脱，于是骗他们说：“你们放了我，家后井傍有埋的金子，我挖出来给你们。”兵士信了，于是随她前行。朱氏得近井边，就抱着三岁的女儿踊身投井而死。有司禀告朝廷，表彰其庐舍。